# アリン
アリン（아린、Arin、1999年6月18日 - ）は、韓国の歌手、モデル、女優。女性アイドルグループ、OH MY GIRL、OH MY GIRL BANHANAのメンバーでサブボーカル、リードダンサー担当。

## 略歴
2015年4月20日、OH MY GIRLのメンバーとしてデビュー
。同年4月21日にSBS MTVのThe Showでデビューシングルを初めて披露。2018年4月2日、OH MY GIRLのサブユニット「OH MY GIRL BANHANA」のメンバーとしてデビュー。2018年12月28日、「あなたのキス」をRed Velvetのイェリ、LOVELYZのケイ、GFRIENDのユジュ、TWICEのダヒョン、(G)I-DLEのウギと一緒に披露。2019年3月29日、The Hitに出演し、メンバーのヒョジョンとジホと一緒に「Remember Me」を披露。2019年9月7日、XtvNの番組「최신유행」に出演することが発表された。2019年8月、テレビ番組「クイーンダム」に参加することを発表した。
2020年、韓国ドラマ「少女の世界」に主演のオ・ナリ役として出演した。
2020年7月24日、TOMORROW X TOGETHERのスビンとともにKBSの音楽番組『ミュージックバンク』の第36代目MCに就任。 ２人は「アコン」の愛称で親しまれ、MC初放送時に披露した「Dolphin」のステージ映像は、公開からわずか1日で閲覧数2,797万を突破するほどの大反響があった。
2020年12月24日、「2020 KBS芸能大賞」で、ともにMCを務めるTOMORROW X TOGETHER のスビンとベストカップル賞を受賞した。
2021年10月1日、スビンとともに『ミュージックバンク』のMCを卒業。2020年7月から約１年２ヶ月に渡り司会を務め、歴代2番目に長いMCとなった。

## 出演

### テレビドラマ
- 還魂（2022年、tvN）- チン・チョヨン役
- 還魂：光と影（2022年、tvN）- チン・チョヨン役

### テレビ番組
| 年   | 放送局  | タイトル           | 役割         | 備考                          | 参考   |
| ---- | ------- | ------------------ | ------------ | ----------------------------- | ------ |
| 2016 | Mnet    | 音楽の神2          | ゲスト       |                               | [ 12 ] |
| 2017 | MBC     | 覆面歌王           | 芸能人判定団 | エピソード130                 | [ 13 ] |
| 2019 | tvN     | 最新流行番組2      | レギュラー   |                               | [ 14 ] |
| 2019 | MBC     | 覆面歌王           | 芸能人判定団 |                               | [ 15 ] |
| 2019 | KBS 2TV | ザ・ヒット         | ゲスト       |                               |        |
| 2019 | Mnet    | クイーンダム       | ゲスト       |                               |        |
| 2019 | NQQ     | WEPLAY             | ゲスト       | シーズン2                     | [ 16 ] |
| 2020 | KBS 2TV | ミュージックバンク | MC           | 2020年7月24日 - 2021年10月1日 | [ 17 ] |
| 2020 | SBS     | ジャングルの法則   | レギュラー   | 鬱陵島、竹島編                | [ 18 ] |

### ウェブドラマ
| 年   | 放送局 | タイトル   | 役名       | 参考   |
| ---- | ------ | ---------- | ---------- | ------ |
| 2020 | NEVER  | 少女の世界 | オ・ナリ役 | [ 19 ] |

## 雑誌
- 「INDEED」2019年8月号[20]
- 「BEAUTIFUL＋」2019年10月号[21]
- 「Ray」2019年12月号[22]
- 「DAZED」2020年8月号[23]
- 「Esquire」2020年9月号[24]
- 「THE STAR」2020年12月号[25]
- 「Singles」2021年1月号[26]

## 賞とノミネート

### 受賞
- 2020年「KBS芸能大賞 ベストカップル賞」with スビン （TOMORROW X TOGETHER）（『ミュージックバンク』）[27]

### ノミネート
- 2020年「KBS芸能大賞 ショーバラエティ新人賞」（『ミュージックバンク』）